# Theresia Kiesl
Theresia Kiesl, född den 26 oktober 1963 i Sarleinsbach, är en österrikisk före detta friidrottare som tävlade i medeldistanslöpning.
Kiesl deltog vid VM 1993 där hon slutade på sjätte plats på 1 500 meter. Hon deltog även vid Olympiska sommarspelen 1996 där hon blev bronsmedalaljör på 1 500 meter. Vid inomhus-EM 1998 vann hon guld på 1 500 meter.

## Personliga rekord
- 1 500 meter - 4.03,02